# Группа историков Коммунистической партии Великобритании
«Историческая группа» (англ. Communist Party Historians Group) — подразделение внутри Коммунистической партии Великобритании, состоящее из крупных британских историков-марксистов, способствовавших распространению «народной истории».
В эту группу входили такие знаменитые историки, как Кристофер Хилл, Эрик Хобсбаум, Рафаэль Самуэль, Эдвард Томпсон, Артур Мортон и Брайан Пирс. В 1952 г. был основан влиятельный журнал по социальной истории «Прошлое и настоящее» (Past and Present).

## Крупнейшие представители
- Морис Добб
- Кристофер Хилл
- Родни Хилтон
- Эрик Хобсбаум
- Виктор Кьернан
- Артур Мортон
- Джордж Рюдэ
- Рафаэль Самуэль
- Джон Савиль
- Дороти Томпсон
- Эдвард Томпсон
- Дона Торр

## Цели и исследовательские методы
В их творчестве мы можем выделить две основные цели:
1. Искать в истории революционного движения то, что не утратило актуальности и по сей день;
2. применять марксистский — историко-материалистический — метод, который — в противовес «героической школе» — делал акцент на социальной обусловленности жизни индивидов.

Это подход обусловлен мыслью Маркса: люди сами творят свою историю, но не произвольно, а в данных обстоятельствах. Этот тезис постоянно фигурировал в трудах участников группы.

## Группа после 1956 года
Группу покинули многие выдающиеся участники после подавления Венгерского восстания 1956 г., секретного доклада Хрущёва на XX съезде КПСС и ряда других причин. Некоторые из них впоследствии сыграли заметную роль в движении новых левых, особенно Самуэль, Савиль и Томпсон. Другие остались в группе, как, например, Эрик Хобсбаум, и в 1956 организовали ежеквартальное издание серии исследований под названием «Наша история».
Как подразделение Компартии, Группа продолжала функционировать вплоть до роспуска КПВ в 1991 г. и даже увеличила число своих членов и публикаций, в то время как сама партия находилась в упадке.
В начале 1992 г. Группа была переименована в Социалистическое историческое общество с правом членства для всех желающих, независимо от партийной принадлежности. Дважды в год Общество издаёт журнал «Социалистическая история», а также монографическую серию «Случайные записки».